# Mumificação de gatos

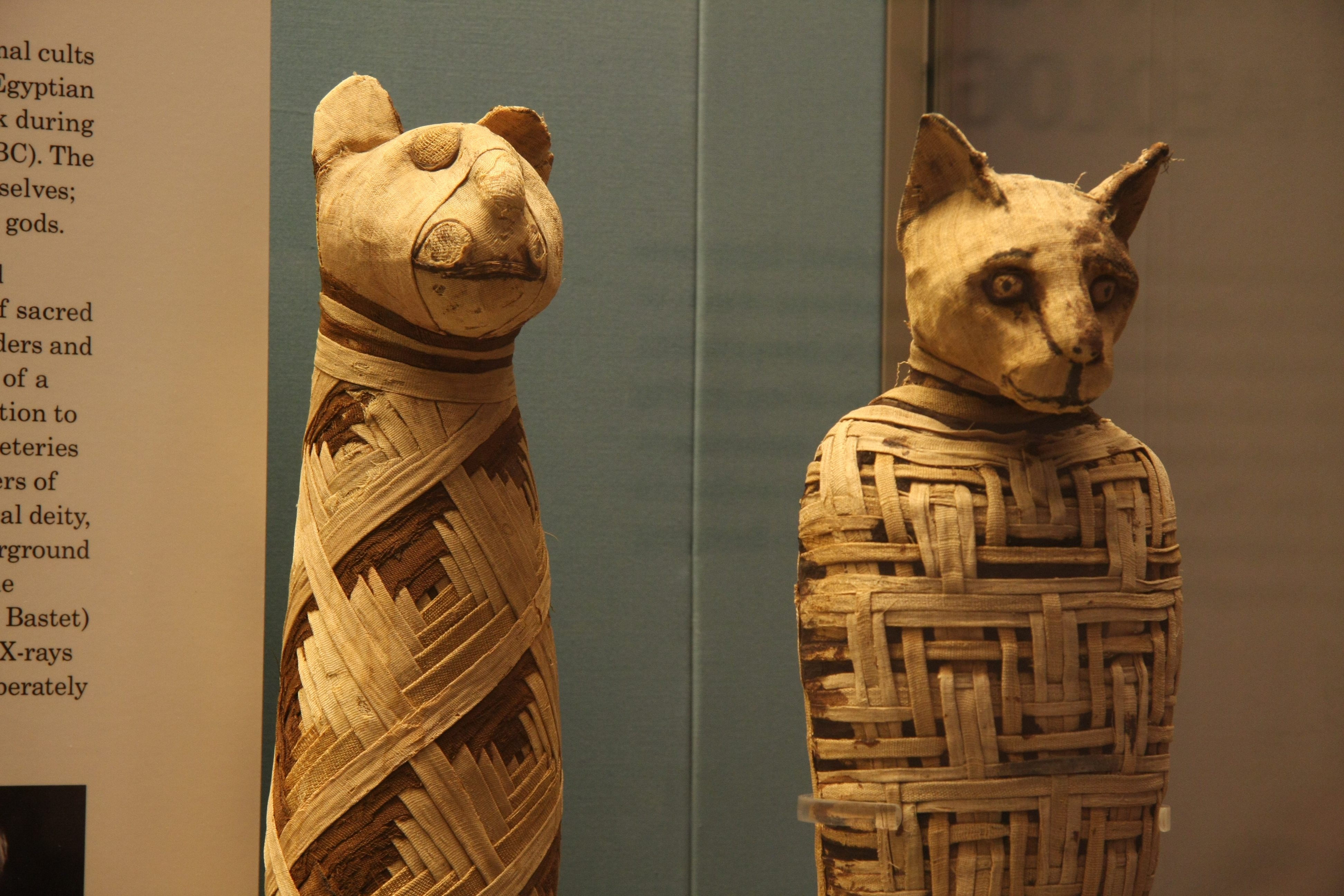

A mumificação de gatos está inserida na prática milenar de mumificação de animais, cujos registros remontam à história do Antigo Egito, mais precisamente a partir do Reino Novo: a mais antiga múmia de gato conhecida data de 1.500 a.C. Desde então, milhões desses animais foram mumificados, sendo que somente na cidade de Beni Haçane, na margem leste do rio Nilo, mais de 300 mil múmias felinas foram encontradas; já no Cairo, por sua vez, há registros de gigantescos cemitérios com mais de 4 milhões de gatos mumificados. Muitas vezes as múmias desses felinos eram oferecidas à deusa gata Bastet. Acredita-se que a adoração aos gatos se deve ao fato de caçarem ratos que atacavam os grãos armazenados. A Universidade do Tennessee abriga desde o ano 2001 uma exposição de gatos mumificados no museu McClung, no campus da universidade, em Knoxville. A mumificação desses animais, contudo, não se restringe ao Egito Antigo. Arqueólogos ingleses relataram em 2011 um gato mumificado encontrado numa casa que pode ter pertencido a uma mulher acusada de bruxaria que vivia na região no século XVII.

## Sugestão de leitura
- Revista National Geographic Brasil - Ed. 116, Novembro de 2009.